# (500883) 2013 JJ65
(500883) 2013 JJ65, também escrito como (500883) 2013 JJ65, é um objeto transnetuniano que está localizado no cinturão de Kuiper, uma região do Sistema Solar. Este corpo celeste é classificado como um plutino, pois, o mesmo está em uma ressonância orbital de 2:3 com o planeta Netuno. Ele possui uma magnitude absoluta de 7,5 e tem um diâmetro estimado de 139 quilômetros.

## Descoberta
(500883) 2013 JJ65 foi descoberto no dia 8 de maio de 2013 pelo Outer Solar System Origins Survey.

## Órbita
A órbita de (500883) 2013 JJ65 tem uma excentricidade de 0,257 e possui um semieixo maior de 39,522 UA. O seu periélio leva o mesmo a uma distância de 29,367 UA em relação ao Sol e seu afélio a 49,678 UA.